# Areni, Vayots Dzor
Areni là một đô thị thuộc tỉnh Vayots Dzor, Armenia. Dân số ước tính năm 2011 là 1861 người.